# Guido Rattoppatore
Guido Rattoppatore (Lione, 4 settembre 1913 – Roma, 7 marzo 1944) è stato un partigiano italiano. 
Fu uno dei martiri di Forte Bravetta.

## Biografia
Nato a Lione, figlio di un emigrato, all'età di due anni era rimasto orfano e la madre lo aveva riportato in Italia. Riuscì a frequentare soltanto le scuole elementari poi, dopo tanti piccoli lavoretti, fu assunto alle officine Atag di Roma, dove divenne operaio specializzato. Aveva la passione della bicicletta e per meglio coltivarla si era iscritto all'Unione Velociclopedistica Italiana. Il giovane partecipò così a numerose gare per dilettanti, sino a che non fu chiamato per il servizio di leva. Lo svolse in bicicletta, come porta ordini del ministero dell'Aeronautica. Congedato, Rattoppatore tornò all'Atag e cominciò ad avere i primi contatti con antifascisti romani. Nel 1936 il giovane operaio faceva parte della cellula clandestina del Partito Comunista Italiano attiva nella zona di Campo de' Fiori.
Scoppiata la guerra, il giovane fu richiamato. Servizio a Gorizia, come caporal maggiore di fanteria, e a Cisterna. L'8 settembre 1943, Rattoppatore entra subito in una formazione dei GAP romani e diventa presto capo settore e responsabile militare della IV zona della Capitale. Nelle sue memorie, il gappista Rosario Bentivegna lo definì «l'anima della resistenza antifascista dei rioni di Ponte, Regola e Parione». L'attività di Rattoppatore consisteva nell'organizzare squadre di partigiani, allestire depositi di armi e munizioni, raccogliere e trasmettere notizie sui movimenti dei nazifascisti. Inoltre collaborò, con Gianfranco Mattei e Giorgio Labò, all'allestimento della "santabarbara" dei GAP di Roma, in via Giulia.
Sul finire del gennaio 1944 mette a punto con un amico, Umberto Scattoni, un piano di attacco ad uno dei covi romani dei nazifascisti: l'albergo "Aquila d'oro". Quando i gappisti sono in prossimità dell'obiettivo, si accorgono che i tedeschi, messi sull'avviso da una spia, li stanno aspettando. A nulla serve la fuga per i vicoli della Capitale. Le SS, dopo aver catturato Guido Rattoppatore, lo rinchiudono – il 28 gennaio del 1944 – nelle segrete di via Tasso. Un mese di sevizie (il giorno prima dell'esecuzione, al giovane gappista furono tagliate tutte le dita della mano destra), e poi la fucilazione (in rappresaglia per l'uccisione, da parte di un gappista, di un soldato tedesco a Centocelle in piazza dei Mirti all'inizio di marzo), sugli spalti di Forte Bravetta il 7 marzo, insieme ad altri nove prigionieri tra cui i gappisti Giorgio Labò e Vincenzo Gentile.
La sua ultima lettera è pubblicata tra le Lettere di condannati a morte della Resistenza italiana (8 settembre 1943 - 25 aprile 1945).

## La memoria
Porta il nome di Guido Rattoppatore una via di Roma, in zona La Giustiniana. Una targa, apposta in Largo Orbitelli, nel Rione Ponte, ricorda la sua tragica fine. Gli fu dedicata inoltre la storica sede del PCI di via Giubbonari "Sezione Regola Campitelli Guido Rattoppatore", aperta nel 1946 e ora appartenente al Partito Democratico, presso la quale è visibile ancora oggi una targa in marmo recante il suo nome. La figura di Rattoppatore, in relazione alla querelle sulla presenza "anomala" della targa della ex sede del PCI, è ricordata in diversi articoli: su l'Unità , su il Giornale, su La Stampa, nella versione italiana dell'Huffington Post e sul New York Times.